# Varvažov
Varvažov település Csehországban, Píseki járásban. Varvažov Ostrovec, Jickovice, Oslov, Nevězice, Smetanova Lhota, Kostelec nad Vltavou és Zvíkovské Podhradí településekkel határos. Lakosainak száma 181 fő (2024. január 1.).

## Népesség
A település lakosságának változását az alábbi diagram mutatja:
| Lakosok száma | 1511 | 1361 | 1044 | 591  | 311  | 176  | 186  | 186  | 182  | 181  |
|               | 1869 | 1890 | 1921 | 1950 | 1980 | 2001 | 2017 | 2019 | 2022 | 2024 |